# Torneo de Brasil 2014
El Brasil Open 2014 es un torneo de tenis que pertenece a la ATP en la categoría de ATP World Tour 250. Será la decimocuarta edición del torneo y se disputará del 24 de febrero al 2 de marzo de 2014 sobre polvo de ladrillo en el Ginásio do Ibirapuera en São Paulo, Brasil.

## Distribución de puntos
| Modalidad            | Campeón | Finalista | Semifinales | Cuartos de final | 2ª ronda | 1ª ronda | Clasificados | 2ª ronda de clasificación | 1ª ronda de clasificación |
| Individual masculino | 250     | 165       | 100         | 50               | 25       | 0        | 13           | 7                         | 0                         |
| Dobles masculino     | 250     | 150       | 90          | 45               | 20       | 0        | -            | -                         | -                         |

## Cabeza de serie

### Individuales masculinos
| Tenista                | Ranking | Preclasificado |
| Tommy Haas             | 12      | 1              |
| Nicolás Almagro        | 18      | 2              |
| Marcel Granollers      | 35      | 3              |
| Juan Mónaco            | 42      | 4              |
| Robin Haase            | 44      | 5              |
| Guillermo García-López | 53      | 6              |
| Leonardo Mayer         | 59      | 7              |
| Santiago Giraldo       | 60      | 8              |

- Ranking del 17 de febrero de 2014

### Dobles masculinos
| Tenista                           | Ranking | Preclasificado |
| Alexander Peya Bruno Soares       | 6       | 1              |
| Juan Sebastián Cabal Robert Farah | 89      | 2              |
| Andre Begemann Martin Emmrich     | 90      | 3              |
| Pablo Cuevas Horacio Zeballos     | 93      | 4              |

- Ranking del 17 de febrero de 2014

## Campeones

### Individuales masculinos
Federico Delbonis venció a  Paolo Lorenzi por 4-6, 6-3, 6-4.

### Dobles masculinos
Guillermo García-López /  Philipp Oswald vencieron a  Juan Sebastián Cabal /  Robert Farah por 5-7, 6-4, [15-13].